# Liste der Monuments historiques in Moussey (Aube)
Die Liste der Monuments historiques in Moussey führt die Monuments historiques in der französischen Gemeinde Moussey auf.

## Liste der Immobilien
| Bezeichnung      | Beschreibung            | Standort                    | Kennzeichnung | Schutzstatus | Datum | Bild           |
| ---------------- | ----------------------- | --------------------------- | ------------- | ------------ | ----- | -------------- |
| Kirche St-Martin | aus dem 12. Jahrhundert | Route de Villebertin (Lage) | PA00078164    | Inscrit      | 1926  | weitere Bilder |

## Liste der Objekte
| Bezeichnung                                          | Beschreibung                                                       | Standort                       | Kennzeichnung | Schutzstatus | Datum | Bild |
| ---------------------------------------------------- | ------------------------------------------------------------------ | ------------------------------ | ------------- | ------------ | ----- | ---- |
| Skulptur Christus in der Rast                        | Kalkstein, farbig gefasst, 16. Jahrhundert                         | in der Kirche St-Martin (Lage) | PM10001313    | Classé       | 1913  |      |
| Orgel                                                | Haupteintrag für PM10001318                                        | in der Kirche St-Martin (Lage) | PM10004986    | Classé       | 1980  |      |
| Instrumentalteil der Orgel                           | Walzenorgel, 1842 von Nicolas-Antoine Lété gebaut                  | in der Kirche St-Martin (Lage) | PM10001318    | Classé       | 1980  |      |
| Hauptaltar                                           | Altartisch; Marmor, 18. Jahrhundert                                | in der Kirche St-Martin (Lage) | PM10004126    | Inscrit      | 1977  |      |
| Relief Heiliger Martin                               | Holz, 18. Jahrhundert                                              | in der Kirche St-Martin (Lage) | PM10004129    | Inscrit      | 1976  |      |
| Retabel und Wandvertäfelung des Chorraums            | Holz, farbig gefasst, Stuck, 18. Jahrhundert; zugehörig PM10004942 | in der Kirche St-Martin (Lage) | PM10004127    | Inscrit      | 1977  |      |
| Gemälde Martyrium des heiligen Clarus von Marmoutier | Ölfarbe auf Leinwand, Holzrahmen, 18. Jahrhundert                  | in der Kirche St-Martin (Lage) | PM10004942    | Inscrit      | 1977  |      |
| Pietà                                                | Kalkstein, farbig gefasst, Mitte des 16. Jahrhunderts              | in der Kirche St-Martin (Lage) | PM10001311    | Classé       | 1908  |      |
| Skulptur Heiliger Nikolaus                           | Kalkstein, farbig gefasst, 17. Jahrhundert                         | in der Kirche St-Martin (Lage) | PM10003200    | Classé       | 1913  |      |
| Reliquienbüste eines heiligen Bischofs               | Holz, 18. Jahrhundert; 1976 gestohlen                              | in der Kirche St-Martin (Lage) | PM10004912    | Inscrit      | 1976  |      |
| Tabernakel                                           | Holz, farbig gefasst, 17. Jahrhundert                              | in der Kirche St-Martin (Lage) | PM10004128    | Inscrit      | 1976  |      |
| Reiterskulptur Heiliger Martin                       | Kalkstein, farbig gefasst, 16. oder 17. Jahrhundert                | in der Kirche St-Martin (Lage) | PM10001312    | Classé       | 1913  |      |
| Skulptur Heiliger Eligius                            | Kalkstein, farbig gefasst, um 1700                                 | in der Kirche St-Martin (Lage) | PM10003199    | Classé       | 1913  |      |
| Skulptur Madonna mit Kind                            | Kalkstein, farbig gefasst, Anfang des 16. Jahrhunderts             | in der Kirche St-Martin (Lage) | PM10001314    | Classé       | 1913  |      |
| Kirchenfenster                                       | aus dem 16. Jahrhundert                                            | in der Kirche St-Martin (Lage) | PM10001315    | Classé       | 1913  |      |
| Adlerpult                                            | Holz, farbig gefasst, 17. Jahrhundert                              | in der Kirche St-Martin (Lage) | PM10001316    | Classé       | 1913  |      |
| Kanzel                                               | Holz, 18. Jahrhundert                                              | in der Kirche St-Martin (Lage) | PM10001317    | Classé       | 1977  |      |
| Reliquienbüste einer Heiligen                        | Holz, weiß gefasst, 18. Jahrhundert                                | in der Kirche St-Martin (Lage) | PM10004130    | Inscrit      | 1976  |      |
| Kreuzigungsgruppe                                    | Holz, farbig gefasst, Mitte des 16. Jahrhunderts                   | in der Kirche St-Martin (Lage) | PM10004131    | Inscrit      | 1976  |      |
| Skulptur Heilige Barbara                             | Kalkstein, farbig gefasst, zweite Hälfte des 16. Jahrhunderts      | in der Kirche St-Martin (Lage) | PM10003197    | Classé       | 1913  |      |
| Skulptur Heilige Katharina                           | Kalkstein, farbig gefasst, Anfang des 16. Jahrhunderts             | in der Kirche St-Martin (Lage) | PM10003198    | Classé       | 1913  |      |
| Skulptur Heilige Margaretha                          | Kalkstein, farbig gefasst, Anfang des 17. Jahrhunderts             | in der Kirche St-Martin (Lage) | PM10003201    | Classé       | 1913  |      |